# Afumați (Dolj)
Afumaţi è un comune della Romania di 3059 abitanti, ubicato nel distretto di Dolj, nella regione storica dell'Oltenia.
Il comune è formato dall'unione di 3 villaggi: Afumați, Boureni, Covei.